# Rahumäe

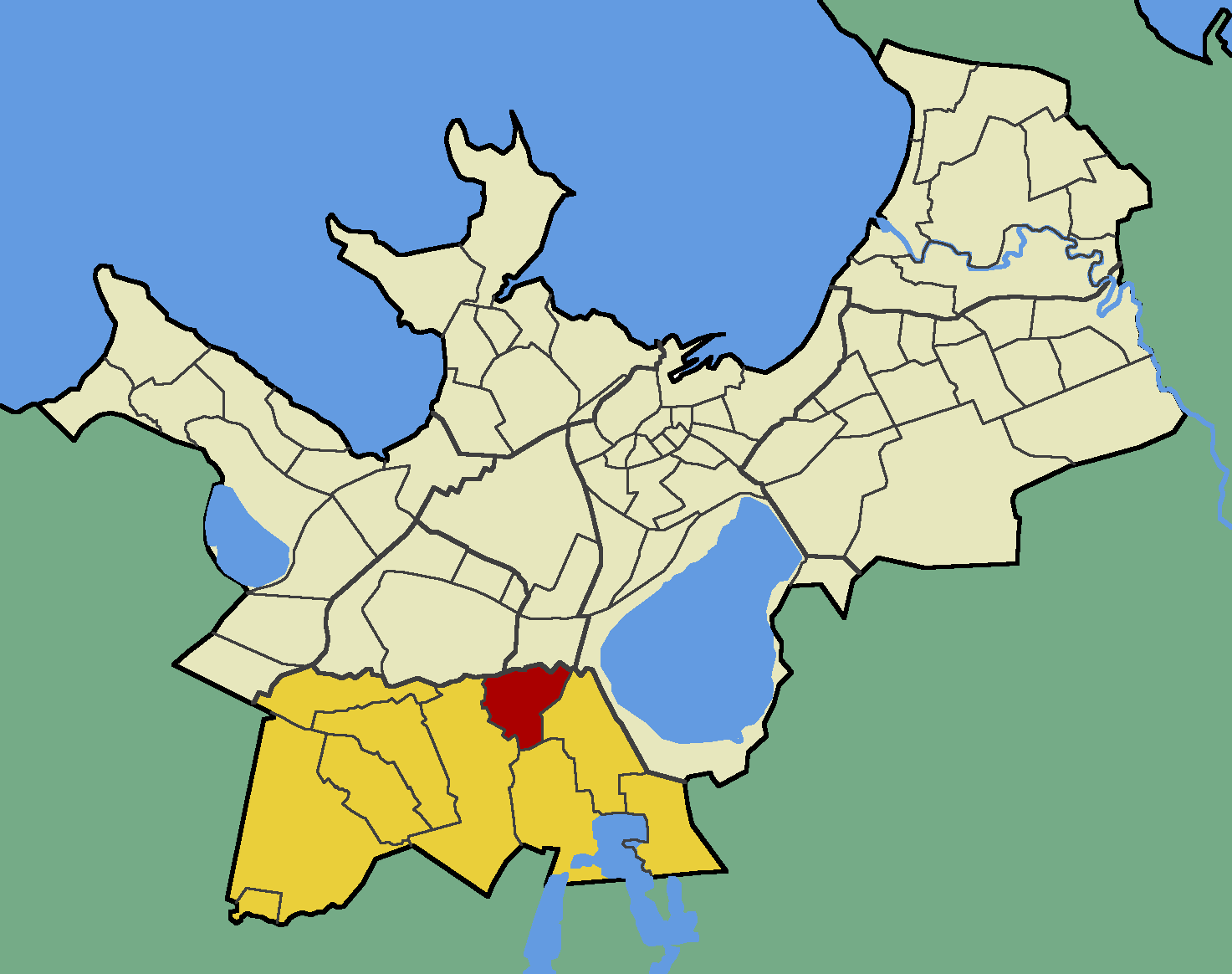
Der Bezirk Rahumäe (rot) im Tallinner Stadtteil Nõmme (gelb)

Rahumäe (zu Deutsch „Friedensberg“) ist ein Bezirk (estnisch asum) der estnischen Hauptstadt Tallinn. Er liegt im Stadtteil Nõmme.

## Beschreibung

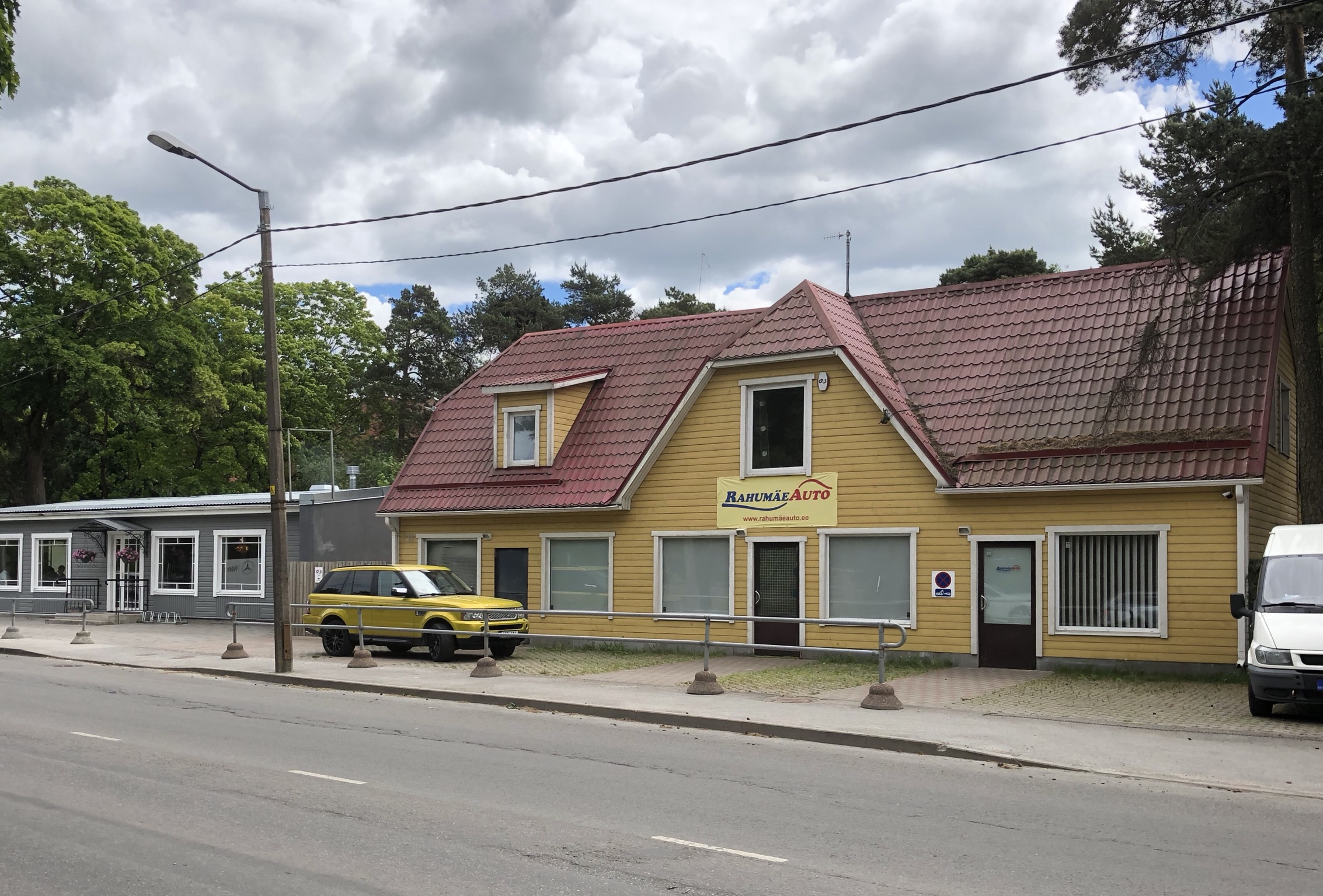
Häuser an der Pernauschen Straße (estnisch: Pärnu maantee)

Der Stadtbezirk hat 2.978 Einwohner (Stand 1. Mai 2010). Seine Fläche beträgt 1,75 Quadratkilometer. Rahumäe ist bis heute einer der grünsten und naturbelassensten Wohnbezirke Tallinns geblieben.
Das bewaldete Gebiet wurde um die Wende vom 19. zum 20. Jahrhundert durch die Anlage des Friedhofs Rahumäe erschlossen, der heute eine Fläche von 29 Hektar umfasst. Der Friedhof wurde zu einem der größten Begräbnisplätze in Estland. Bereits in den 1930er Jahren waren dort über 30.000 Esten beigesetzt worden. Der Bezirk wird im Volksmund auch „Stadt der Verstorbenen“ (surnute linn) genannt.
Später gab der Friedhof dem gesamten Bezirk Rahumäe seinen Namen. Der Bau des Friedhofs zog auch die Ansiedlung von Industrie nach sich. Neben Betrieben zur Herstellung von Grabmalen entstanden in Rahumäe große Druckereigebäude.
Rahumäe besitzt seit 1926 einen eigenen Bahnhof, der heute von der estnischen Eisenbahngesellschaft Elektriraudtee bedient wird. In Rahumäe liegt das große Tallinner Einkaufszentrum Järve keskus.

## Friedhof Rahumäe

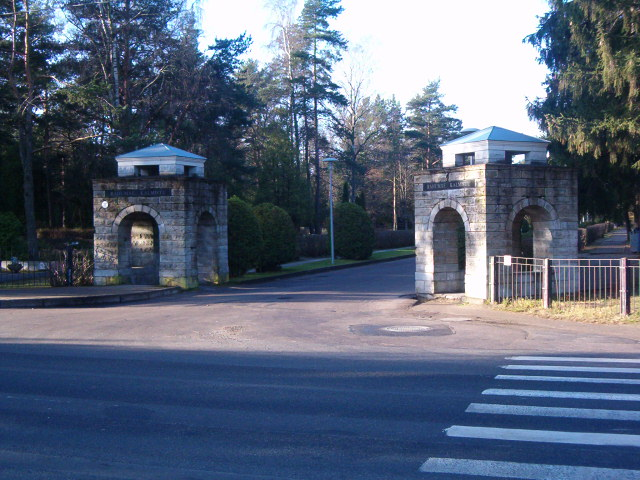
Haupteingang des Friedhofs Rahumäe

Der Friedhof von Rahumäe wurde im November 1903 eingeweiht. Grund war der Platzmangel auf den Tallinner Friedhöfen in Innenstadtnähe.
Die Pläne zur Anlage eines Friedhofs in dem bewaldeten Gebiet am damaligen Tallinner Stadtrand gingen bereits auf das Ende des 19. Jahrhunderts zurück. Das Friedhofsareal wurden unter den Tallinner Kirchengemeinden der Johanniskirche, der Karlskirche, der Heiliggeistkirche und der Baptistengemeinde aufgeteilt. Das Gelände wurde 1919 nach Westen und 1928 nach Osten erweitert. 1926 kam ein eigener Teil für die verstorbenen Tallinner Feuerwehrleute hinzu. Daneben gibt es einen schwedischen Friedhof und einen Armenfriedhof.
Das Friedhofsgelände ist durch eine Ringmauer eingefasst. 1913 wurde eine Kapelle mit zwei Türmen eingeweiht, die die Architektur der Tallinner Karls-Kirche nachahmt. Die Pläne stammten von Anton Uesson. Die beiden Glocken wurden aus Deutschland geliefert. 1932 entstand eine zurückhaltende, funktionalistische Kapelle der Gemeinde der Heiliggeist-Kirche (Architekt Elmar Lohk).
Seit 1940 steht der Friedhof unter der Aufsicht des estnischen Staates. Unter den Tausenden von Grabmalen befinden sich bedeutende Kunstwerke der estnischen Sepulkralkunst.
Auf dem Friedhof haben zahlreiche estnische Persönlichkeiten ihre letzte Ruhestätte gefunden. Zu ihnen gehören der Politiker Julius Seljamaa (1883–1936), die Schriftsteller Adalbert Kirschenberg (1905–1933), Jakob Mändmets (1871–1930), Jaan Oks (1884–1918), Juhan Jaik (1899–1948) und Jaan Kross (1920–2007), der Pädagoge Jakob Westholm (1877–1935), der Filmregisseur Konstantin Märska (1896–1951), der Fotograf Georg Johannes Parikas (1880–1958), der Esperantist Jakob Rosenberg (1881–1937), der evangelisch-lutherische Erzbischof Jaan Kiivit (1906–1971), der Leichtathlet Aleksander Klumberg (1899–1958), die Künstler Aleksander Tassa (1882–1955) und Natalie Mei (1900–1975), die Künstlerzwillinge Kristjan (1865–1943) und Paul Raud (1865–1930) sowie der Botaniker Teodor Lippmaa (1892–1943).
Auf dem Friedhof befindet sich seit 1931 ein Ehrenplatz für die am 16. Oktober 1905 während der ersten russischen Revolution in Tallinn umgekommenen Esten. Er ist von Gräbern einiger der damals Getöteten eingerahmt. 1959 wurde ein Denkmal des Bildhauers Juhan Raudsepp auf den Friedhof verlegt. Das 1931 geschaffene Denkmal stand ursprünglich vor dem Theater Estonia in der Tallinner Innenstadt. Bei der Demonstration in Tallinn gegen die zaristische Herrschaft waren 94 Menschen ums Leben gekommen und über 200 verletzt worden. 1969 wurden Teile der Anlage von Soldaten der Roten Armee zerstört. 1974 wurde die Gedenkstätte umgestaltet.
Auf dem Friedhof sind in einem weiteren Ehrenmal sieben estnische Polizisten und Soldaten beigesetzt, die bei der Niederschlagung des kommunistischen Putschversuchs gegen die damalige estnische Regierung am 1. Dezember 1924 ums Leben gekommen waren.

## Jüdischer Friedhof

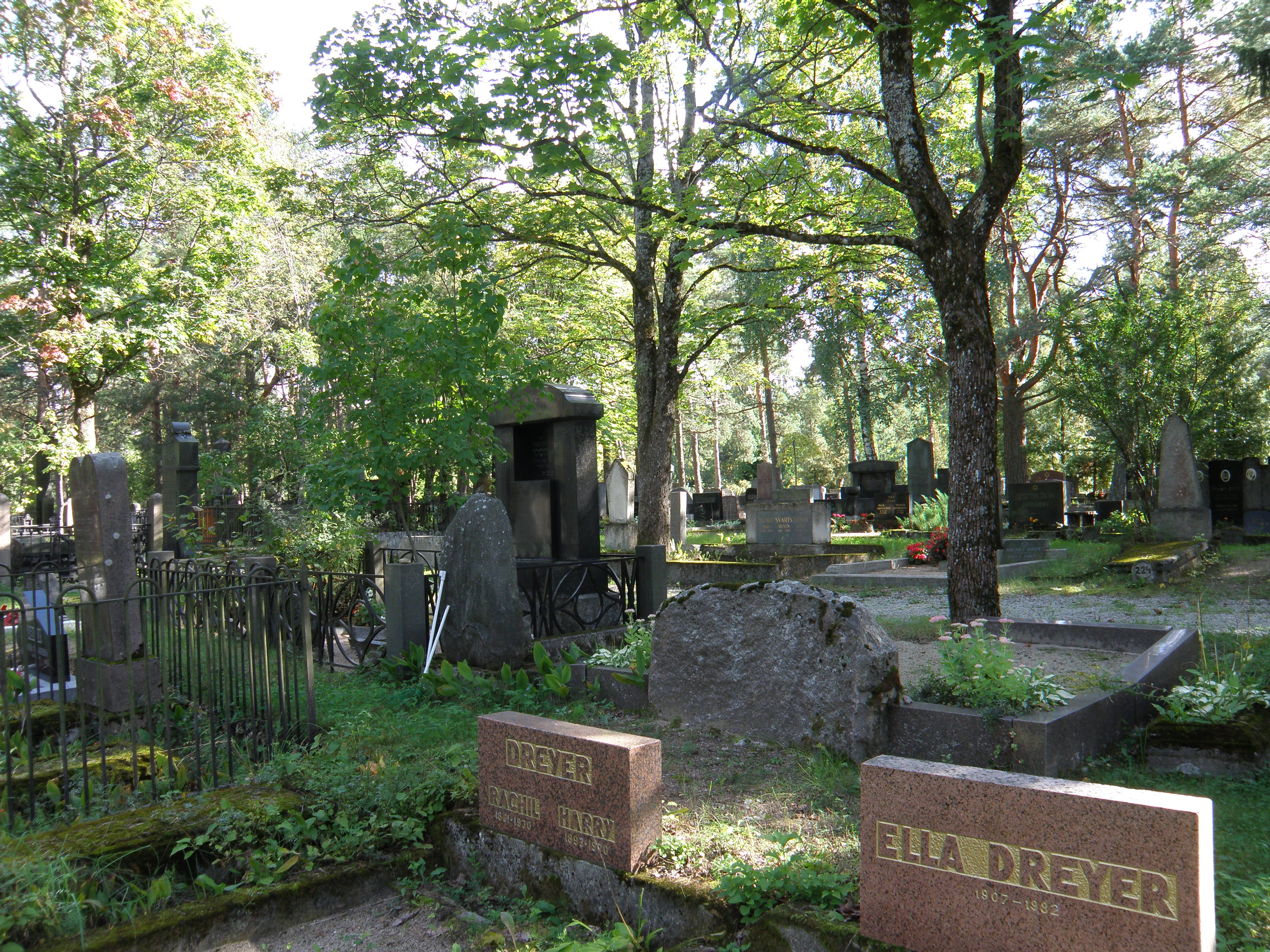
Jüdischer Friedhof Rahumäe (2011)

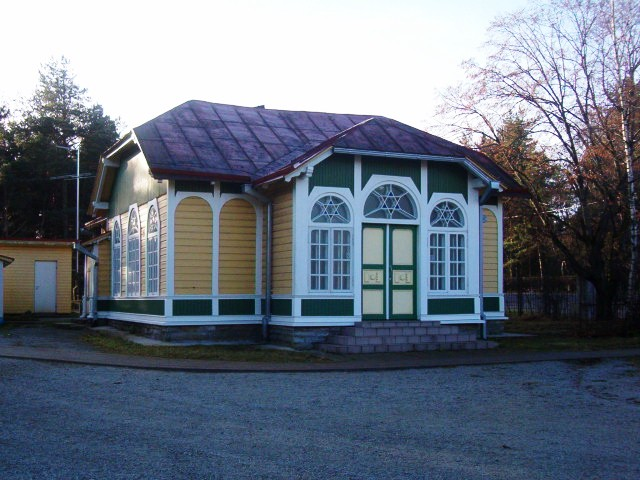
Kapelle des Jüdischen Friedhofs Rahumäe

An den Friedhof Rahumäe schließt sich im Osten der Jüdische Friedhof (Juudi kalmistu) an. Er wurde 1909 errichtet. Auf ihm finden sich zahlreiche Grabsteine mit Inschriften in Hebräisch, Jiddisch, Deutsch und Russisch. Eine Kapelle aus Holz aus dem Jahr 1911 wird von der Jüdischen Gemeinde Tallinns unterhalten.
Auf dem Friedhof liegt unter anderem der Kunsthistoriker und Kunstsammler Julius Genss (1887–1957) begraben. Er hatte in Tartu Rechtswissenschaft und in München Kunst studiert. In Rahumäe wurde auch die Sportlerin Sara Teitelbaum (1910–1941) beigesetzt. Sie war 17 Mal estnische Leichtathletikmeisterin und stellte 28 nationale Rekorde auf.
1970 wurde auf dem Friedhof ein Denkmal für die Opfer der deutschen Besetzung Estlands (1941–1944) eingeweiht. Es stellt eine zwei Meter hohe, nach oben unvollendete Pyramide dar. Auf einem schwarzen Granitstein wird in Russisch und auf Hebräisch an die „Opfer des Faschismus“ erinnert.